# 疏网实蕨
疏网实蕨（学名：Bolbitis ×laxireticulata），又名网脉刺蕨，为植物界真蕨綱水龍骨目萝蔓藤蕨科刺蕨属下的一个种。該種植物可能是海南實蕨和刺蕨的雜交種。